# ان‌او مرغ بهشتی
ان‌او مرغ بهشتی یک ستاره است که در صورت فلکی مرغ بهشتی قرار دارد.